# جنگل بلیران
جنگل بلیران در روستای بلیران در بخش دشت سر شهرستان آمل قرار گرفته و دارای طبیعتی بکر و زیباست که همه ساله گردشگران زیادی را در سطح منطقه ملی به سمت خود می‌کشاند.

## مسیر دسترسی
در جادهٔ قدیم آمل بابل در ۱۵ کیلومتری آمل جاده‌ای به سمت جنگل و کوه می‌رود و در پیچ ورودی جاده فیروزکلا زیبایی تازه‌ای پیدا می‌شود. یک سو کوه هست و جنگل، دیگر سو شالیزار و مزارع و باغات؛ که این مناظر چشم هر بیننده‌ای را نوازش می‌دهد. در انتهای جاده به روستای زیبای بلیران می‌رسیم. روستای بلیران از شمال به روستای کمدره، ازجنوب به جنگل‌های سرفراز شمال و کوه چلاو، از شرق به جنگل‌های سر سبز و انبوه و رودخانه و از غرب نیز به جنگل و کوه متصل شده‌است. بلیران در سال ۱۳۸۷به عنوان منطقه شماره دو نمونه گردشگری معرفی شده. در ابتدای مسیر از روستای بلیران سمت راست به سمت جنگل بلیران وجاده هراز جاده خاکی مناسب برای پیاده‌روی می‌باشد و اگر اهل طبیعت گردی و جنگل نوردی هستید می‌توانید از این مسیر ظرف مدت چهار ساعت به جاده هراز و مجموعه تفریحی و اقامتی نارنجستان خواهید رسید.
مسیر سمت راست به گرمارود وآب معدنی لاله زار خواهد رسید. از این مسیر می‌توانید با پیمایش حدود ۳ ساعت به آب معدنی لاله زار و بعد از یک ساعت دیگر به چلاو خواهید رسید. این مسیرها برای جنگل نوردی مناسب و لذت بخش خواهد بود. این جنگل را به نام جنگل لاله زار می‌شناسند.

## گرما رود
رودخانه «گرمارود یا گرمِرو» دارای طولی حدود ۵۰ کیلومتر است که از ارتفاعات شمالی رشته کوه البرز سرچشمه می‌گیرد. حول و حوش این رودخانه دو چشمه آب معدنی اصلی به نام‌های گرو و لاله زار و ده‌ها چشمه آب معدنی دیگر وجود دارد که به سبب دارا بودن املاح معدنی گوناگون دارای خاصیت درمانی شفابخش برای امراض پوستی و دردهای مفصلی می‌باشد.

## نگارخانه
تصاویری از جنگل بلیران:

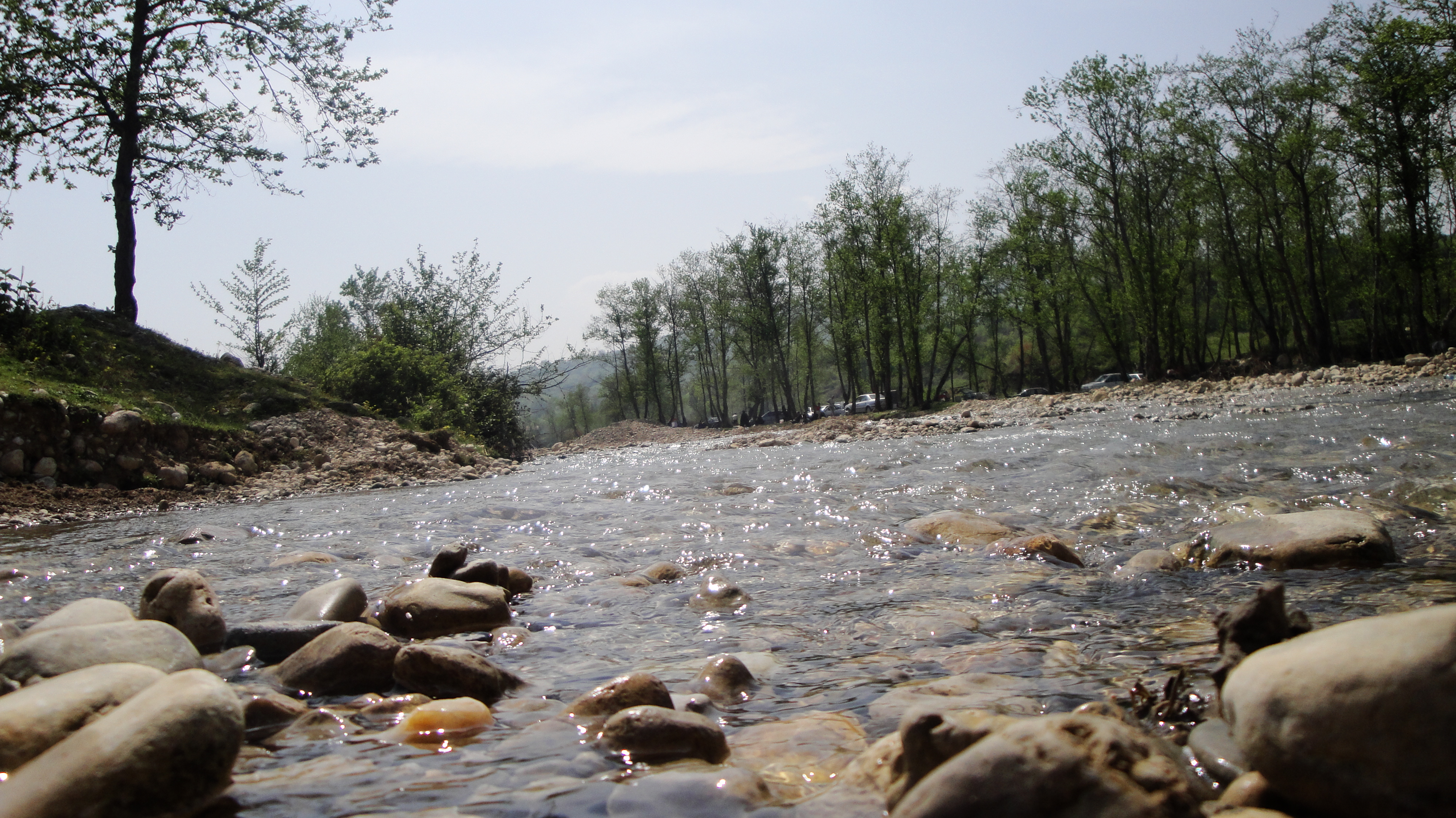
رودخانه بلیران
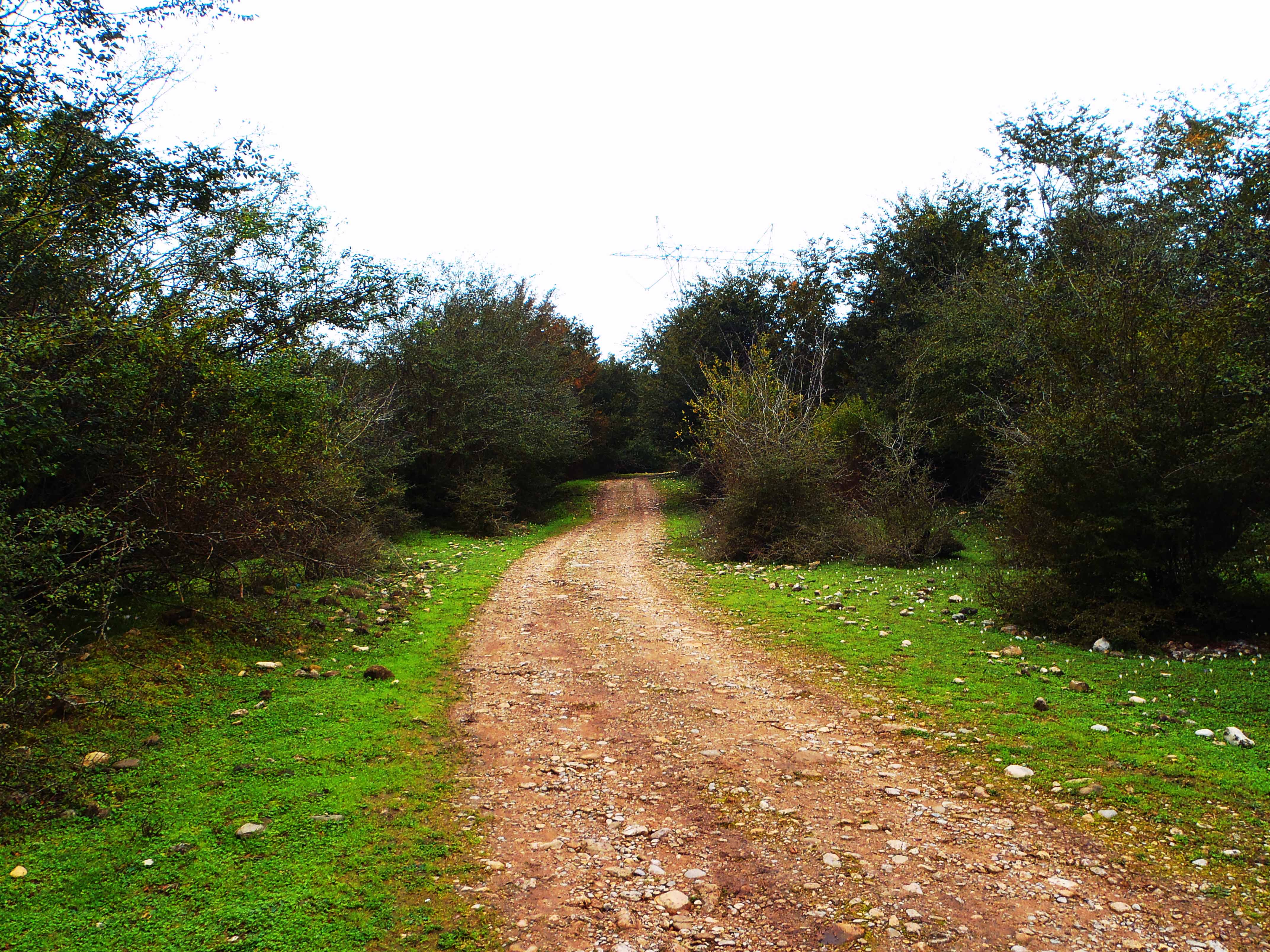
جنگل بلیران
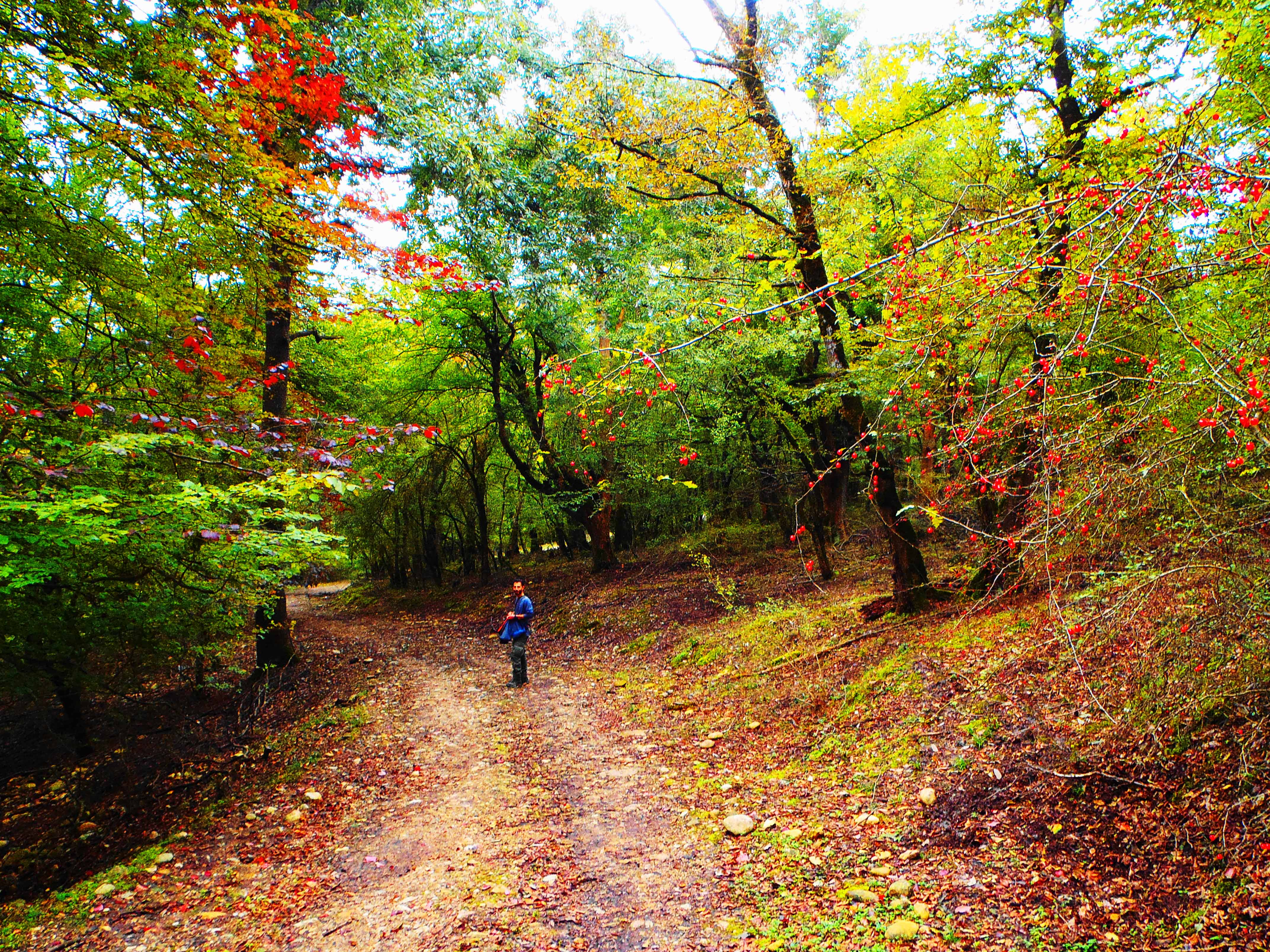
فصل پائیز جنگل بلیران